# Budapest (személyhajó)
A Budapest (korábbi nevén Eureka II.) Eureka típusú, 1988-as holland építésű személyszállító hajó, amelyet jelenleg a MAHART-PassNave Személyhajózási Kft. üzemeltet a Dunán.

## A hajó története
A hajó 1988-ban épült Hollandiában, a giessendami Van Mill Scheepswerf hajógyárban, a Rederij Eureka Deventer cég megrendelésére. A vállalat további 4 hajót épített Eureka néven: EUREKA I/III/IV/V. Az I.-t és az V.-t jelenleg is az építtető vállalat üzemelteti, az IV.-t eladták, a II. Budapesten üzemel, a III. sorsa ismeretlen.
A Budapest jelenleg rendezvényhajóként üzemel.
- ENI szám: 8601701
- MMSI kód: 243070216
- Hívójel: HGBP

A 2019-es budapesti hajókatasztrófa napján ez a hajó észlelte először, hogy a Hableány sétahajó összeütközött az MV Viking Sigyn szállodahajóval, illetve hogy az előbbi teljesen elsüllyedt. A Budapest fedélzetéről hangzott el először az "Ember a vízben!" figyelmeztetés.